# جيم جنسن (لاعب كرة قدم أمريكية أمريكي)
جيم جنسن (بالإنجليزية: Jim Jensen)‏ هو لاعب كرة قدم أمريكية أمريكي، ولد في 28 نوفمبر 1953 في واترلو في الولايات المتحدة.

## وصلات خارجية
- جيم جنسن على موقع مرجع كرة القدم المحترفة.كوم (الإنجليزية)